# Palla
De Palla is een vierkant kartonnetje dat overtrokken is met wit linnen. Het wordt in de eucharistieviering gebruikt om de miskelk af te dekken, zodat voorkomen wordt dat insecten of vuil in het Heilig Bloed van Christus kunnen vallen. Ook haren van de Celebrant en pluizen van het kazuifel worden op deze manier tegengehouden.
Bij het dekken van de kelk vóór de eucharistieviering ligt de palla boven op het kelkdoekje en de pateen met de (ongeconsacreerde) hostie, maar ónder het kelkvelum en de bursa.
Palla's zijn vaak wit op wit geborduurd met het kruis, het Lam Gods of een ander eucharistisch symbool. Dit toont fraai, maar maakt het wassen moeilijk. Als men de stof van het karton afhaalt moet het voorzichtig gebeuren.

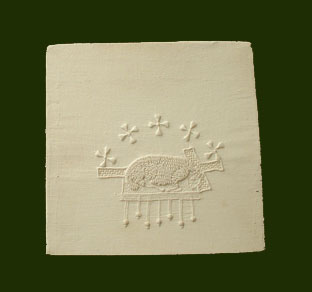
Een palla met het Lam Gods als versiering